# شيفونية

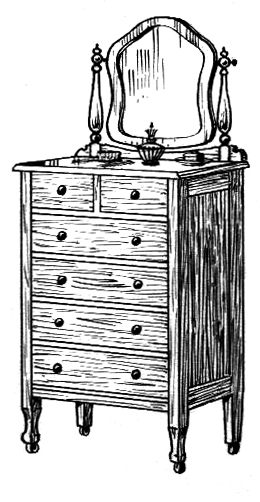
شيفونية أمريكية

الشِّيفُونيََة (ويُقال لها شِفُنِيرة) أو الصوان (بالفرنسية: chiffonier) مصطلح قد يشير إلى أحد نوعين من الأثاث. الاسم الفرنسي يعني جامع الخردة وقد يعني أنها كان من المفترض في الأصل أن يكون خزانة للقُصاصات والخرق التي لم يكن لها مكان في أي مكان آخر. 

## الشيفونية البَريطانية
تشبه الشيفونية في الاستخدام البريطاني المقصف ولكن يتميز عنه بحجمه الأصغر وإحاطة الجزء الأمامي بالكامل من الأبواب.

## الشيفونية الأمريكية
الشيفونية في أمريكة الشمالية مختلف تمامًا عن تلك البريطانية. حيث تشير إلى خزانة ذات أدراج طويلة وضيقة وأنيقة ويغلب أن تكون ذات مرآة مثبتة في الأعلى.